# Elsa Sophie Gambard
Elsa Sophie Schultz-Gambard (* 30. November 1980 in Bielefeld) ist eine deutsche Schauspielerin.

## Leben
Während ihrer Schulzeit setzte sich Elsa Sophie Gambard aktiv für Projekte von Greenpeace und Amnesty International ein. 1999 wurde sie von Regisseur Marco Petry bei einem Straßencasting für den Film Schule entdeckt. Anschließend wirkte sie bei dem Fernseh-Dreiteiler Der Wunschbaum (Regie: Dietmar Klein) mit. In den darauf folgenden Jahren studierte sie Humanmedizin und schloss eine Ausbildung zur Rettungssanitäterin ab. Zuletzt spielte sie die weibliche Hauptrolle im Film Free Rainer – Dein Fernseher lügt (2007).
Aktuell arbeitet die promovierte Medizinerin in der Klinik für diagnostische und interventionelle Radiologie in der Universitätsklinik Ulm.

## Filmografie
- 2000: Schule
- 2004: Der Wunschbaum (Fernseh-Dreiteiler)
- 2007: Free Rainer – Dein Fernseher lügt

## Auszeichnung
Im Jahr 2008 erhielt sie den Undine Award als beste Nachwuchshauptdarstellerin.